# Seznam medailistů na mistrovství světa v akrobatickém lyžování
Toto je seznam medailistů na mistrovství světa v akrobatickém lyžování.

## Muži

### Jízda v boulích (muži)
| Rok                          | Zlato                                       | Stříbro                                   | Bronz                                       |
| ---------------------------- | ------------------------------------------- | ----------------------------------------- | ------------------------------------------- |
| MS 1986 Tignes               | Eric Berthon Francie (FRA)                  | Petsch Moser Švýcarsko (SUI)              | Martti Kellokumpu Finsko (FIN)              |
| MS 1989 Oberjoch             | Edgar Grospiron Francie (FRA)               | Jürg Biner Švýcarsko (SUI)                | Eric Berthon Francie (FRA)                  |
| MS 1991 Lake Placid          | Edgar Grospiron Francie (FRA)               | Bernard Brandt Švýcarsko (SUI)            | Chuck Martin Spojené státy americké (USA)   |
| MS 1993 Altenmarkt           | Jean-Luc Brassard Kanada (CAN)              | Fabien Bertrand Francie (FRA)             | Olivier Cotte Francie (FRA)                 |
| MS 1995 La Clusaz            | Edgar Grospiron Francie (FRA)               | Jean-Luc Brassard Kanada (CAN)            | Sergej Šuplecov Rusko (RUS)                 |
| MS 1997 Nagano               | Jean-Luc Brassard Kanada (CAN)              | Stephane Rochon Kanada (CAN)              | Jesper Roennback Švédsko (SWE)              |
| MS 1999 Meiringen-Hasliberg  | Janne Lahtela Finsko (FIN)                  | Lauri Lassila Finsko (FIN)                | Sami Mustonen Finsko (FIN)                  |
| MS 2001 Whistler Blackcomb   | Mikko Ronkainen Finsko (FIN)                | Pierre-Alexandre Rousseau Kanada (CAN)    | Stephane Rochon Kanada (CAN)                |
| MS 2003 Deer Valley          | Mikko Ronkainen Finsko (FIN)                | Jeremy Bloom Spojené státy americké (USA) | Toby Dawson Spojené státy americké (USA)    |
| MS 2005 Ruka                 | Nathan Roberts Spojené státy americké (USA) | Marc-Andre Moreau Kanada (CAN)            | Dale Begg-Smith Austrálie (AUS)             |
| MS 2007 Madonna di Campiglio | Pierre-Alexandre Rousseau Kanada (CAN)      | Dale Begg-Smith Austrálie (AUS)           | Nathan Roberts Spojené státy americké (USA) |
| MS 2009 Inawashiro           | Patrick Deneen Spojené státy americké (USA) | Tapio Luusua Finsko (FIN)                 | Vincent Marquis Kanada (CAN)                |
| MS 2011 Deer Valley          | Guilbaut Colas Francie (FRA)                | Alexandre Bilodeau Kanada (CAN)           | Mikaël Kingsbury Kanada (CAN)               |
| MS 2013 Voss                 | Mikaël Kingsbury Kanada (CAN)               | Alexandre Bilodeau Kanada (CAN)           | Patrick Deneen Spojené státy americké (USA) |
| MS 2015 Kreischberg          | Anthony Benna Francie (FRA)                 | Mikaël Kingsbury Kanada (CAN)             | Alexandr Smyšljajev Rusko (RUS)             |
| MS 2017 Sierra Nevada        | Ikuma Horišima Japonsko (JPN)               | Benjamin Cavet Francie (FRA)              | Mikaël Kingsbury Kanada (CAN)               |
| MS 2019 Park City            | Mikaël Kingsbury Kanada (CAN)               | Matt Graham Austrálie (AUS)               | Daiči Hara Japonsko (JPN)                   |
| MS 2021 Almaty               | Mikaël Kingsbury Kanada (CAN)               | Benjamin Cavet Francie (FRA)              | Pavel Kolmakov Kazachstán (KAZ)             |
| MS 2023 Bakuriani            | Mikaël Kingsbury Kanada (CAN)               | Matt Graham Austrálie (AUS)               | Walter Wallberg Švédsko (SWE)               |
| MS 2025 Engadin              | Ikuma Horishima Japonsko (JPN)              | Mikaël Kingsbury Kanada (CAN)             | Jung Dae-yoon Jižní Korea (KOR)             |

### Akrobatické skoky (muži)
| Rok                          | Zlato                                          | Stříbro                                      | Bronz                                     |
| ---------------------------- | ---------------------------------------------- | -------------------------------------------- | ----------------------------------------- |
| MS 1986 Tignes               | Lloyd Langlois Kanada (CAN)                    | Yves Laroche Kanada (CAN)                    | Jean-Marc Bacquin Francie (FRA)           |
| MS 1989 Oberjoch             | Lloyd Langlois Kanada (CAN)                    | Didier Meda Francie (FRA)                    | Philippe Laroche Kanada (CAN)             |
| MS 1991 Lake Placid          | Philippe Laroche Kanada (CAN)                  | John Ross Kanada (CAN)                       | Dave Valenti Spojené státy americké (USA) |
| MS 1993 Altenmarkt           | Philippe Laroche Kanada (CAN)                  | Richard Cobbing Spojené království (GBR)     | Jean-Marc Bacquin Francie (FRA)           |
| MS 1995 La Clusaz            | Trace Worthington Spojené státy americké (USA) | Christian Rijavec Rakousko (AUT)             | Sébastien Foucras Francie (FRA)           |
| MS 1997 Nagano               | Nicolas Fontaine Kanada (CAN)                  | Eric Bergoust Spojené státy americké (USA)   | Andy Capicik Kanada (CAN)                 |
| MS 1999 Meiringen-Hasliberg  | Eric Bergoust Spojené státy americké (USA)     | Christian Rijavec Rakousko (AUT)             | Joe Pack Spojené státy americké (USA)     |
| MS 2001 Whistler Blackcomb   | Alexej Grišin Bělorusko (BLR)                  | Dmitri Dashinski Bělorusko (BLR)             | Joe Pack Spojené státy americké (USA)     |
| MS 2003 Deer Valley          | Dmitrij Archipov Rusko (RUS)                   | Alexej Grišin Bělorusko (BLR)                | Steve Omischl Kanada (CAN)                |
| MS 2005 Ruka                 | Steve Omischl Kanada (CAN)                     | Jeff Bean Kanada (CAN)                       | Alexei Grishin Bělorusko (BLR)            |
| MS 2007 Madonna di Campiglio | Chan Siao-pcheng Čína (CHN)                    | Dmitri Dashinski Bělorusko (BLR)             | Steve Omischl Kanada (CAN)                |
| MS 2009 Inawashiro           | Ryan St. Onge Spojené státy americké (USA)     | Steve Omischl Kanada (CAN)                   | Warren Shouldice Kanada (CAN)             |
| MS 2011 Deer Valley          | Warren Shouldice Kanada (CAN)                  | Čchi Kuang-pchu Čína (CHN)                   | Anton Kushnir Bělorusko (BLR)             |
| MS 2013 Voss                 | Čchi Kuang-pchu Čína (CHN)                     | Travis Gerrits Kanada (CAN)                  | Jia Zongyan Čína (CHN)                    |
| MS 2015 Kreischberg          | Čchi Kuang-pchu Čína (CHN)                     | Alex Bowen Spojené státy americké (USA)      | Maxim Gustik Bělorusko (BLR)              |
| MS 2017 Sierra Nevada        | Jonathon Lillis (USA)                          | Čchi Kuang-pchu (CHN)                        | David Morris (AUS)                        |
| MS 2019 Park City            | Maxim Burov (RUS)                              | Oleksandr Abramenko (UKR)                    | Noé Roth (SUI)                            |
| MS 2021 Almaty               | Maxim Burov (RSF)                              | Christopher Lillis (USA)                     | Pavel Krotov (RSF)                        |
| MS 2023 Bakuriani            | Noé Roth Švýcarsko (SUI)                       | Quinn Dehlinger Spojené státy americké (USA) | Jang Lung-siao Čína (CHN)                 |
| MS 2025 Engadin              | Noé Roth Švýcarsko (SUI)                       | Quinn Dehlinger Spojené státy americké (USA) | Pirmin Werner Švýcarsko (SUI)             |

### Paralelní jízda v boulích (muži)
| Rok                          | Zlato                                     | Stříbro                                     | Bronz                                       |
| ---------------------------- | ----------------------------------------- | ------------------------------------------- | ------------------------------------------- |
| MS 2001 Whistler Blackcomb   | Stéphane Yonnet Francie (FRA)             | Patrik Sundberg Švédsko (SWE)               | Johann Gregoire Francie (FRA)               |
| MS 2003 Deer Valley          | Jeremy Bloom Spojené státy americké (USA) | Júgo Cukita Japonsko (JPN)                  | Toby Dawson Spojené státy americké (USA)    |
| MS 2005 Ruka                 | Toby Dawson Spojené státy americké (USA)  | Sami Mustonen Finsko (FIN)                  | Jeremy Bloom Spojené státy americké (USA)   |
| MS 2007 Madonna di Campiglio | Dale Begg-Smith Austrálie (AUS)           | Guilbaut Colas Francie (FRA)                | Ruslan Šarifulin Rusko (RUS)                |
| MS 2009 Inawashiro           | Alexandre Bilodeau Kanada (CAN)           | Nobujuki Niši Japonsko (JPN)                | Tapio Luusua Finsko (FIN)                   |
| MS 2011 Deer Valley          | Alexandre Bilodeau Kanada (CAN)           | Mikaël Kingsbury Kanada (CAN)               | Nobujuki Niši Japonsko (JPN)                |
| MS 2013 Voss                 | Alexandre Bilodeau Kanada (CAN)           | Mikaël Kingsbury Kanada (CAN)               | Patrick Deneen Spojené státy americké (USA) |
| MS 2015 Kreischberg          | Mikaël Kingsbury Kanada (CAN)             | Philippe Marquis Kanada (CAN)               | Marc-Antoine Gagnon Kanada (CAN)            |
| MS 2017 Sierra Nevada        | Ikuma Horišima Japonsko (JPN)             | Bradley Wilson Spojené státy americké (USA) | Marco Tadé Švýcarsko (SUI)                  |
| MS 2019 Park City            | Mikaël Kingsbury Kanada (CAN)             | Bradley Wilson Spojené státy americké (USA) | Daiči Hara Japonsko (JPN)                   |
| MS 2021 Almaty               | Mikaël Kingsbury Kanada (CAN)             | Matt Graham Austrálie (AUS)                 | Ikuma Horišima Japonsko (JPN)               |
| MS 2023 Bakuriani            | Mikaël Kingsbury Kanada (CAN)             | Walter Wallberg Švédsko (SWE)               | Matt Graham Austrálie (AUS)                 |
| MS 2025 Engadin              | Mikaël Kingsbury Kanada (CAN)             | Ikuma Horishima Japonsko (JPN)              | Matt Graham Austrálie (AUS)                 |

### U-rampa (muži)
| Rok                          | Zlato                                    | Stříbro                                          | Bronz                                      |
| ---------------------------- | ---------------------------------------- | ------------------------------------------------ | ------------------------------------------ |
| MS 2005 Ruka                 | Mathias Wecxsteen Francie (FRA)          | Loic Collumb-Patton Francie (FRA)                | Corey Vanular Kanada (CAN)                 |
| MS 2007 Madonna di Campiglio | Nebyl na programu                        | Nebyl na programu                                | Nebyl na programu                          |
| MS 2009 Inawashiro           | Kevin Rolland Francie (FRA)              | Justin Dorey Kanada (CAN)                        | Xavier Bertoni Francie (FRA)               |
| MS 2011 Deer Valley          | Mike Riddle Kanada (CAN)                 | Kevin Rolland Francie (FRA)                      | Simon Dumont Spojené státy americké (USA)  |
| MS 2013 Voss                 | David Wise Spojené státy americké (USA)  | Torin Yater-Wallace Spojené státy americké (USA) | Thomas Krief Francie (FRA)                 |
| MS 2015 Kreischberg          | Kyle Smaine Spojené státy americké (USA) | Joffrey Pollet-Villard Francie (FRA)             | Yannic Lerjen Švýcarsko (SUI)              |
| MS 2017 Sierra Nevada        | Aaron Blunk Spojené státy americké (USA) | Mike Riddle Kanada (CAN)                         | Kevin Rolland Francie (FRA)                |
| MS 2019 Park City            | Aaron Blunk Spojené státy americké (USA) | Kevin Rolland Francie (FRA)                      | Noah Bowman Kanada (CAN)                   |
| MS 2021 Aspen                | Nico Porteous Nový Zéland (NZL)          | Simon d'Artois Kanada (CAN)                      | Birk Irving Spojené státy americké (USA)   |
| MS 2023 Bakuriani            | Brendan Mackay Kanada (CAN)              | Jon Sallinen Finsko (FIN)                        | Alex Ferreira Spojené státy americké (USA) |
| MS 2025 Engadin              | Finley Melville Ives Nový Zéland (NZL)   | Nick Goepper Spojené státy americké (USA)        | Alex Ferreira Spojené státy americké (USA) |

### Skikros (muži)
| Rok                          | Zlato                                | Stříbro                             | Bronz                                    |
| ---------------------------- | ------------------------------------ | ----------------------------------- | ---------------------------------------- |
| MS 2005 Ruka                 | Tomáš Kraus Česko (CZE)              | Jesper Brugge Švédsko (SWE)         | Audun Grønvold Norsko (NOR)              |
| MS 2007 Madonna di Campiglio | Tomáš Kraus Česko (CZE)              | Stanley Hayer Česko (CZE)           | Enak Gavaggio Francie (FRA)              |
| MS 2009 Inawashiro           | Andreas Matt Rakousko (AUT)          | Thomas Zangerl Rakousko (AUT)       | Davey Barr Kanada (CAN)                  |
| MS 2011 Deer Valley          | Christopher Del Bosco Kanada (CAN)   | Jouni Pellinen Finsko (FIN)         | Andreas Matt Rakousko (AUT)              |
| MS 2013 Voss                 | Jean-Frédéric Chapuis Francie (FRA)  | Bastien Midol Francie (FRA)         | John Teller Spojené státy americké (USA) |
| MS 2015 Kreischberg          | Filip Flisar Slovinsko (SLO)         | Jean-Frédéric Chapuis Francie (FRA) | Victor Öhling Norberg Švédsko (SWE)      |
| MS 2017 Sierra Nevada        | Victor Oehling Norberg Švédsko (SWE) | Jamie Prebble Nový Zéland (NZL)     | François Place Francie (FRA)             |
| MS 2019 Park City            | François Place Francie (FRA)         | Brady Leman Kanada (CAN)            | Kevin Drury Kanada (CAN)                 |
| MS 2021 Idre                 | Alex Fiva Švýcarsko (SUI)            | François Place Francie (FRA)        | Erik Mobärg Švédsko (SWE)                |
| MS 2023 Bakuriani            | Simone Deromedis Itálie (ITA)        | Florian Wilmsmann Německo (GER)     | Erik Mobärg Švédsko (SWE)                |
| MS 2025 Engadin              | Ryan Regez Švýcarsko (SUI)           | Tobias Müller Německo (GER)         | Ryō Sugai Japonsko (JPN)                 |

### Slopestyle (muži)
| Rok                   | Zlato                                       | Stříbro                                      | Bronz                                     |
| --------------------- | ------------------------------------------- | -------------------------------------------- | ----------------------------------------- |
| MS 2011 Deer Valley   | Alex Schlopy Spojené státy americké (USA)   | Sam Carlson Spojené státy americké (USA)     | Russell Henshaw Austrálie (AUS)           |
| MS 2013 Voss          | Tom Wallisch Spojené státy americké (USA)   | James Woods Spojené království (GBR)         | Nick Goepper Spojené státy americké (USA) |
| MS 2015 Kreischberg   | Fabian Bösch Švýcarsko (SUI)                | Russell Henshaw Austrálie (AUS)              | Noah Wallace Spojené státy americké (USA) |
| MS 2017 Sierra Nevada | McRae Williams Spojené státy americké (USA) | Gus Kenworthy Spojené státy americké (USA)   | James Woods Spojené království (GBR)      |
| MS 2019 Park City     | James Woods Spojené království (GBR)        | Birk Ruud Norsko (NOR)                       | Nick Goepper Spojené státy americké (USA) |
| MS 2021 Aspen         | Andri Ragettli Švýcarsko (SUI)              | Colby Stevenson Spojené státy americké (USA) | Alex Hall Spojené státy americké (USA)    |
| MS 2023 Bakuriani     | Birk Ruud Norsko (NOR)                      | Christiana Numa Norsko (NOR)                 | Andri Ragettli Švýcarsko (SUI)            |
| MS 2025 Engadin       | Birk Ruud Norsko (NOR)                      | Mac Forehand Spojené státy americké (USA)    | Alex Hall Spojené státy americké (USA)    |

### Big Air (muži)
| Rok               | Zlato                                       | Stříbro                         | Bronz                               |
| ----------------- | ------------------------------------------- | ------------------------------- | ----------------------------------- |
| MS 2019 Park City | Fabian Bösch Švýcarsko (SUI)                | Henrik Harlaut Švédsko (SWE)    | Alex Beaulieu-Marchand Kanada (CAN) |
| MS 2021 Aspen     | Oliwer Magnusson Švédsko (SWE)              | Édouard Therriault Kanada (CAN) | Kim Gubser Švýcarsko (SUI)          |
| MS 2023 Bakuriani | Troy Podmilsak Spojené státy americké (USA) | Lukas Müllauer Rakousko (AUT)   | Birk Ruud Norsko (NOR)              |
| MS 2025 Engadin   | Luca Harrington Nový Zéland (NZL)           | Elias Syrjä Finsko (FIN)        | Birk Ruud Norsko (NOR)              |

## Ženy

### Jízda v boulích (ženy)
| Rok                          | Zlato                                            | Stříbro                                          | Bronz                                        |
| ---------------------------- | ------------------------------------------------ | ------------------------------------------------ | -------------------------------------------- |
| MS 1986 Tignes               | Mary Jo Tiampová Spojené státy americké (USA)    | Hayley Wolffová Spojené státy americké (USA)     | Silvia Marciandiová Itálie (ITA)             |
| MS 1989 Oberjoch             | Raphaelle Monodová Francie (FRA)                 | Donna Weinbrechtová Spojené státy americké (USA) | Tatjana Mittermayerová Západní Německo (FRG) |
| MS 1991 Lake Placid          | Donna Weinbrechtová Spojené státy americké (USA) | Tatjana Mittermayerová Německo (GER)             | Birgit Steinová-Kepplerová Německo (GER)     |
| MS 1993 Altenmarkt           | Stine Lise Hattestadová Norsko (NOR)             | Petra Moroderová Itálie (ITA)                    | Bronwen Thomasová Kanada (CAN)               |
| MS 1995 La Clusaz            | Candice Gilgová Francie (FRA)                    | Raphaelle Monodová Francie (FRA)                 | Tatjana Mittermayerová Německo (GER)         |
| MS 1997 Nagano               | Candice Gilgová Francie (FRA)                    | Donna Weinbrechtová Spojené státy americké (USA) | Tatjana Mittermayerová Německo (GER)         |
| MS 1999 Meiringen-Hasliberg  | Ann Battelle Spojené státy americké (USA)        | Kari Traaová Norsko (NOR)                        | Corinne Bodmerová Švýcarsko (SUI)            |
| MS 2001 Whistler Blackcomb   | Kari Traaová Norsko (NOR)                        | Maria Despasová Austrálie (AUS)                  | Aiko Uemuraová Japonsko (JPN)                |
| MS 2003 Deer Valley          | Kari Traaová Norsko (NOR)                        | Michelle Roarková Spojené státy americké (USA)   | Stephanie St. Pierreová Kanada (CAN)         |
| MS 2005 Ruka                 | Hannah Kearneyová Spojené státy americké (USA)   | Nikola Sudová Česko (CZE)                        | Margarita Marblerová Rakousko (AUT)          |
| MS 2007 Madonna di Campiglio | Kristi Richardsová Kanada (CAN)                  | Jennifer Heilová Kanada (CAN)                    | Deborah Scanziová Itálie (ITA)               |
| MS 2009 Inawashiro           | Aiko Uemuraová Japonsko (JPN)                    | Jennifer Heilová Kanada (CAN)                    | Nikola Sudová Česko (CZE)                    |
| MS 2011 Deer Valley          | Jennifer Heilová Kanada (CAN)                    | Hannah Kearneyová Spojené státy americké (USA)   | Kristi Richardsová Kanada (CAN)              |
| MS 2013 Voss                 | Hannah Kearneyová Spojené státy americké (USA)   | Miki Itóová Japonsko (JPN)                       | Justine Dufourová-Lapointeová Kanada (CAN)   |
| MS 2015 Kreischberg          | Justine Dufourová-Lapointeová Kanada (CAN)       | Hannah Kearneyová Spojené státy americké (USA)   | Britteny Coxová Austrálie (AUS)              |
| MS 2017 Sierra Nevada        | Britteny Coxová Austrálie (AUS)                  | Perrine Laffontová Francie (FRA)                 | Justine Dufourová-Lapointeová Kanada (CAN)   |
| MS 2019 Park City            | Julija Galyševová Kazachstán (KAZ)               | Jakara Anthonyová Austrálie (AUS)                | Perrine Laffontová Francie (FRA)             |
| MS 2021 Almaty               | Perrine Laffontová Francie (FRA)                 | Julija Galyševová Kazachstán (KAZ)               | Anastasija Smirnovová Rusko (RSF)            |
| MS 2023 Bakuriani            | Perrine Laffontová Francie (FRA)                 | Jaelin Kaufová Spojené státy americké (USA)      | Avital Carrollová Rakousko (AUT)             |
| MS 2025 Engadin              | Perrine Laffontová Francie (FRA)                 | Hinako Tomitaka Japonsko (JPN)                   | Maïa Schwinghammerová Kanada (CAN)           |

### Akrobatické skoky (ženy)
| Rok                          | Zlato                                           | Stříbro                                         | Bronz                                           |
| ---------------------------- | ----------------------------------------------- | ----------------------------------------------- | ----------------------------------------------- |
| MS 1986 Tignes               | Maria Quintanaová Spojené státy americké (USA)  | Carin Hernskogová Švédsko (SWE)                 | Meredith Anne Gardnerová Kanada (CAN)           |
| MS 1989 Oberjoch             | Catherine Lombardová Francie (FRA)              | Sonja Reichartová Západní Německo (FRG)         | Melanie Paleniková Spojené státy americké (USA) |
| MS 1991 Lake Placid          | Vasilisa Semenchuková Sovětský svaz (URS)       | Elfie Simchenová Západní Německo (FRG)          | Liselotte Johanssonová Švédsko (SWE)            |
| MS 1993 Altenmarkt           | Lina Čerjazovová Uzbekistán (UZB)               | Marie Lindgrenová Švédsko (SWE)                 | Kristean Porterová Spojené státy americké (USA) |
| MS 1995 La Clusaz            | Nikki Stoneová Spojené státy americké (USA)     | Marie Lindgrenová Švédsko (SWE)                 | Kirstie Marshallová Austrálie (AUS)             |
| MS 1997 Nagano               | Kirstie Marshallová Austrálie (AUS)             | Michele Rohrbachová Švýcarsko (SUI)             | Veronica Brennerová Kanada (CAN)                |
| MS 1999 Meiringen-Hasliberg  | Jacqui Cooperová Austrálie (AUS)                | Hilde Synnoeve Lidová Norsko (NOR)              | Nikki Stoneová Spojené státy americké (USA)     |
| MS 2001 Whistler Blackcomb   | Veronika Bauerová Kanada (CAN)                  | Michele Rohrbachová Švýcarsko (SUI)             | Deidra Dionneová Kanada (CAN)                   |
| MS 2003 Deer Valley          | Alisa Camplinová Austrálie (AUS)                | Veronika Bauerová Kanada (CAN)                  | Deidra Dionneová Kanada (CAN)                   |
| MS 2005 Ruka                 | Li Ni-na Čína (CHN)                             | Evelyne Leuová Švýcarsko (SUI)                  | Kuo Sin-sin Čína (CHN)                          |
| MS 2007 Madonna di Campiglio | Li Ni-na Čína (CHN)                             | Assoli Slivetsová Bělorusko (BLR)               | Jacqui Cooperová Austrálie (AUS)                |
| MS 2009 Inawashiro           | Li Ni-na Čína (CHN)                             | Sü Meng-tchao Čína (CHN)                        | Jacqui Cooperová Austrálie (AUS)                |
| MS 2011 Deer Valley          | Šuang Čcheng Čína (CHN)                         | Sü Meng-tchao Čína (CHN)                        | Olha Volkovová Ukrajina (UKR)                   |
| MS 2013 Voss                 | Sü Meng-tchao Čína (CHN)                        | Veronika Korsunovová Rusko (RUS)                | Danielle Scottová Austrálie (AUS)               |
| MS 2015 Kreischberg          | Laura Peelpová Austrálie (AUS)                  | Kiley McKinnonová Spojené státy americké (USA)  | Sü Meng-tchao Čína (CHN)                        |
| MS 2017 Sierra Nevada        | Ashley Caldwellová Spojené státy americké (USA) | Danielle Scottová Austrálie (AUS)               | Sü Meng-tchao Čína (CHN)                        |
| MS 2019 Park City            | Aliaxandra Ramanouská Bělorusko (BLR)           | Ljubov Nikitinová Rusko (RUS)                   | Sü Meng-tchao Čína (CHN)                        |
| MS 2021 Almaty               | Laura Peelpová Austrálie (AUS)                  | Ashley Caldwellová Spojené státy americké (USA) | Ljubov Nikitinová Rusko (RSF)                   |
| MS 2023 Bakuriani            | Kong Fanyu Čína (CHN)                           | Danielle Scottová Austrálie (AUS)               | Anastasiya Novosadová Ukrajina (UKR)            |
| MS 2025 Engadin              | Kaila Kuhnová Spojené státy americké (USA)      | Sü Meng-tchao Čína (CHN)                        | Danielle Scottová Austrálie (AUS)               |

### Paralelní jízda v boulích (ženy)
| Rok                          | Zlato                                          | Stříbro                                        | Bronz                                          |
| ---------------------------- | ---------------------------------------------- | ---------------------------------------------- | ---------------------------------------------- |
| MS 2001 Whistler Blackcomb   | Kari Traaová Norsko (NOR)                      | Corinne Bodmerová Švýcarsko (SUI)              | Tami Bradleyová Kanada (CAN)                   |
| MS 2003 Deer Valley          | Kari Traaová Norsko (NOR)                      | Marina Čerkasovová Rusko (RUS)                 | Shannon Bahrkeová Spojené státy americké (USA) |
| MS 2005 Ruka                 | Jennifer Heilová Kanada (CAN)                  | Kari Traaová Norsko (NOR)                      | Aiko Uemuraová Japonsko (JPN)                  |
| MS 2007 Madonna di Campiglio | Jennifer Heilová Kanada (CAN)                  | Shannon Bahrkeová Spojené státy americké (USA) | Margarita Marblerová Rakousko (AUT)            |
| MS 2009 Inawashiro           | Aiko Uemuraová Japonsko (JPN)                  | Miki Itóová Japonsko (JPN)                     | Hannah Kearneyová Spojené státy americké (USA) |
| MS 2011 Deer Valley          | Jennifer Heilová Kanada (CAN)                  | Chloé Dufourová-Lapointeová Kanada (CAN)       | Hannah Kearneyová Spojené státy americké (USA) |
| MS 2013 Voss                 | Chloé Dufourová-Lapointeová Kanada (CAN)       | Miki Itóová Japonsko (JPN)                     | Hannah Kearneyová Spojené státy americké (USA) |
| MS 2015 Kreischberg          | Hannah Kearneyová Spojené státy americké (USA) | Justine Dufourová-Lapointeová Kanada (CAN)     | Julija Galyševová Kazachstán (KAZ)             |
| MS 2017 Sierra Nevada        | Perrine Laffontová Francie (FRA)               | Julija Galyševová Kazachstán (KAZ)             | Jaelin Kaufová Spojené státy americké (USA)    |
| MS 2019 Park City            | Perrine Laffontová Francie (FRA)               | Jaelin Kaufová Spojené státy americké (USA)    | Tess Johnsonová Spojené státy americké (USA)   |
| MS 2021 Almaty               | Anastasija Smirnovová Rusko (RSF)              | Viktorija Lazarenková Rusko (RSF)              | Anastasija Gorodková Kazachstán (KAZ)          |
| MS 2023 Bakuriani            | Perrine Laffontová Francie (FRA)               | Jaelin Kaufová Spojené státy americké (USA)    | Avital Carrollová Rakousko (AUT)               |
| MS 2025 Engadin              | Jaelin Kaufová Spojené státy americké (USA)    | Tess Johnson Spojené státy americké (USA)      | Anastasija Gorodková Kazachstán (KAZ)          |

### U-rampa (ženy)
| Rok                          | Zlato                                           | Stříbro                                         | Bronz                                           |
| ---------------------------- | ----------------------------------------------- | ----------------------------------------------- | ----------------------------------------------- |
| MS 2005 Ruka                 | Sarah Burkeová Kanada (CAN)                     | Kristi Leskinenová Spojené státy americké (USA) | Grethe Eliassenová Norsko (NOR)                 |
| MS 2007 Madonna di Campiglio | Nebyl na programu                               | Nebyl na programu                               | Nebyl na programu                               |
| MS 2009 Inawashiro           | Virginie Faivreová Švýcarsko (SUI)              | Megan Gunningová Kanada (CAN)                   | Jen Hudaková Spojené státy americké (USA)       |
| MS 2011 Deer Valley          | Rosalind Groenewoudová Kanada (CAN)             | Jen Hudaková Spojené státy americké (USA)       | Keltie Hansenová Kanada (CAN)                   |
| MS 2013 Voss                 | Virginie Faivreová Švýcarsko (SUI)              | Anais Caradeuxová Francie (FRA)                 | Ajana Onozukaová Japonsko (JPN)                 |
| MS 2015 Kreischberg          | Virginie Faivreová Švýcarsko (SUI)              | Cassie Sharpeová Kanada (CAN)                   | Mirjam Jägerová Švýcarsko (SUI)                 |
| MS 2017 Sierra Nevada        | Ajana Onozukaová Japonsko (JPN)                 | Marie Martinodová Francie (FRA)                 | Devin Loganová Spojené státy americké (USA)     |
| MS 2019 Park City            | Kelly Sildaruová (EST)                          | Cassie Sharpeová Kanada (CAN)                   | Brita Sigourneyová Spojené státy americké (USA) |
| MS 2021 Aspen                | Eileen Guová Čína (CHN)                         | Rachael Karkerová Kanada (CAN)                  | Zoe Atkinová Spojené království (GBR)           |
| MS 2023 Bakuriani            | Hanna Faulhaberová Spojené státy americké (USA) | Zoe Atkinová Spojené království (GBR)           | Rachael Karkerová Kanada (CAN)                  |
| MS 2025 Engadin              | Zoe Atkinová Spojené království (GBR)           | Li Fang-chuej Čína (CHN)                        | Cassie Sharpeová Kanada (CAN)                   |

### Skikros (ženy)
| Rok                          | Zlato                              | Stříbro                           | Bronz                               |
| ---------------------------- | ---------------------------------- | --------------------------------- | ----------------------------------- |
| MS 2005 Ruka                 | Karin Huttaryová Rakousko (AUT)    | Magdelina Iljansová Švédsko (SWE) | Ophelie Davidová Francie (FRA)      |
| MS 2007 Madonna di Campiglio | Ophelie Davidová Francie (FRA)     | Meryl Boulangeatová Francie (FRA) | Alexandra Grauvoglová Německo (GER) |
| MS 2009 Inawashiro           | Ashleigh McIvorová Kanada (CAN)    | Karin Huttaryová Rakousko (AUT)   | Meryl Boulangeatová Francie (FRA)   |
| MS 2011 Deer Valley          | Kelsey Serwaová Kanada (CAN)       | Julia Murrayová Kanada (CAN)      | Anna Holmlundová Švédsko (SWE)      |
| MS 2013 Voss                 | Fanny Smithová Švýcarsko (SUI)     | Marielle Thompsonová Kanada (CAN) | Ophelie Davidová Francie (FRA)      |
| MS 2015 Kreischberg          | Andrea Limbacherová Rakousko (AUT) | Ophelie Davidová Francie (FRA)    | Fanny Smithová Švýcarsko (SUI)      |
| MS 2017 Sierra Nevada        | Sandra Näslundová Švédsko (SWE)    | Fanny Smithová Švýcarsko (SUI)    | Ophelie Davidová Francie (FRA)      |
| MS 2019 Park City            | Marielle Thompsonová Kanada (CAN)  | Fanny Smithová Švýcarsko (SUI)    | Alizée Baronová Francie (FRA)       |
| MS 2021 Idre                 | Sandra Näslundová Švédsko (SWE)    | Fanny Smithová Švýcarsko (SUI)    | Alizée Baronová Francie (FRA)       |
| MS 2023 Bakuriani            | Sandra Näslundová Švédsko (SWE)    | Katrin Ofnerová Rakousko (AUT)    | Fanny Smithová Švýcarsko (SUI)      |
| MS 2025 Engadin              | Fanny Smithová Švýcarsko (SUI)     | Courtney Hoffosová Kanada (CAN)   | Daniela Maierová Německo (GER)      |

### Slopestyle (ženy)
| Rok                   | Zlato                               | Stříbro                                       | Bronz                                          |
| --------------------- | ----------------------------------- | --------------------------------------------- | ---------------------------------------------- |
| MS 2011 Deer Valley   | Anna Segalová Austrálie (AUS)       | Kaya Turskiová Kanada (CAN)                   | Keri Hermanová Spojené státy americké (USA)    |
| MS 2013 Voss          | Kaya Turskiová Kanada (CAN)         | Dara Howellová Kanada (CAN)                   | Grete Eliassenová Spojené státy americké (USA) |
| MS 2015 Kreischberg   | Lisa Zimmermannová Německo (GER)    | Katie Summerhayesová Spojené království (GBR) | Zuzana Stromková Slovensko (SVK)               |
| MS 2017 Sierra Nevada | Tess Ledeuxová Francie (FRA)        | Emma Dahlstromová Švédsko (SWE)               | Isabel Atkinová Spojené království (GBR)       |
| MS 2019 Park City     | nejelo se                           | nejelo se                                     | nejelo se                                      |
| MS 2021 Aspen         | Eileen Guová Čína (CHN)             | Mathilde Gremaudová Švýcarsko (SUI)           | Megan Oldhamová Kanada (CAN)                   |
| MS 2023 Bakuriani     | Mathilde Gremaudová Švýcarsko (SUI) | Megan Oldhamová Kanada (CAN)                  | Johanne Killi Norsko (NOR)                     |
| MS 2025 Engadin       | Mathilde Gremaudová Švýcarsko (SUI) | Lara Wolfová Rakousko (AUT)                   | Megan Oldhamová Švýcarsko (SUI)                |

### Big Air (ženy)
| Rok               | Zlato                             | Stříbro                                     | Bronz                                    |
| ----------------- | --------------------------------- | ------------------------------------------- | ---------------------------------------- |
| MS 2019 Park City | Tess Ledeuxová Francie (FRA)      | Julia Krassová Spojené státy americké (USA) | Isabel Atkinová Spojené království (GBR) |
| MS 2021 Aspen     | Anastasija Tatalinová Rusko (RSF) | Lana Prusakovová Rusko (RSF)                | Eileen Guová Čína (CHN)                  |
| MS 2023 Bakuriani | Tess Ledeuxová Francie (FRA)      | Sandra Eieová Norsko (NOR)                  | Megan Oldhamová Kanada (CAN)             |
| MS 2025 Engadin   | Flora Tabanelliová Itálie (ITA)   | Sarah Höfflinová Švýcarsko (SUI)            | Anni Käräväová Finsko (FIN)              |

## Smíšené soutěže

### Akrobatické skoky smíšené družstvo
| Rok               | Zlato                                                                              | Stříbro                                                                | Bronz                                                                            |
| ----------------- | ---------------------------------------------------------------------------------- | ---------------------------------------------------------------------- | -------------------------------------------------------------------------------- |
| MS 2019 Park City | Švýcarsko (SUI) Carol Bouvardová Nicolas Gygax Noé Roth                            | Čína (CHN) Sü Meng-tchao Sun Ťia-sü Wang Sin-ti                        | Rusko (RUS) Ljubov Nikitinová Stanislav Nikitin Maxim Burov                      |
| MS 2021 Almaty    | Rusko (RSF) Ljubov Nikitinová Pavel Krotov Maxim Burov                             | Švýcarsko (SUI) Carol Bouvardová Pirmin Werner Noé Roth                | Spojené státy americké (USA) Ashley Caldwellová Eric Loughran Christopher Lillis |
| MS 2023 Bakuriani | Spojené státy americké (USA) Ashley Caldwellová Christopher Lillis Quinn Dehlinger | Čína (CHN) Kchung Fan-jü Li Tchien-ma Jang Lung-siao                   | Ukrajina (UKR) Anastasija Novosadová Oleksandr Okipniuk Dmytro Kotovskyj         |
| MS 2025 Engadin   | Spojené státy americké (USA) Kaila Kuhnová Quinn Dehlinger Christopher Lillis      | Ukrajina (UKR) Anhelina Brykinaová Oleksandr Okipniuk Dmytro Kotovskyj | Švýcarsko (SUI) Lina Kozomaraová Noé Roth Pirmin Werner                          |

### Týmový skikros
| Rok               | Zlato                                        | Stříbro                                                      | Bronz                                        |
| ----------------- | -------------------------------------------- | ------------------------------------------------------------ | -------------------------------------------- |
| MS 2023 Bakuriani | Švédsko (SWE) David Mobärg Sandra Näslundová | Kanada (CAN) Reece Howden Marielle Thompsonová               | Itálie (ITA) Federico Tomasoni Jole Galliová |
| MS 2025 Engadin   | Švýcarsko (SUI) Ryan Regez Fanny Smithová    | Francie (FRA) Melvin Tchiknavorian Jade Grilletová Aubertová | Itálie (ITA) Yanick Gunsch Jole Galliová     |

## Ukončené soutěže

### Ski balet (muži)
| Rok                         | Zlato                                      | Stříbro                                    | Bronz                                   |
| --------------------------- | ------------------------------------------ | ------------------------------------------ | --------------------------------------- |
| MS 1986 Tignes              | Richard Schabl Západní Německo (FRG)       | Lane Spina Spojené státy americké (USA)    | Georg Fürmeier Západní Německo (FRG)    |
| MS 1989 Oberjoch            | Hermann Reitberger Západní Německo (FRG)   | Lane Spina Spojené státy americké (USA)    | Dave Walker Kanada (CAN)                |
| MS 1991 Lake Placid         | Lane Spina Spojené státy americké (USA)    | Roberto Franco Itálie (ITA)                | Dave Valenti Kanada (CAN)               |
| MS 1993 Altenmarkt          | Fabrice Becker Francie (FRA)               | Rune Kristiansen Norsko (NOR)              | Lane Spina Spojené státy americké (USA) |
| MS 1995 La Clusaz           | Rune Kristiansen Norsko (NOR)              | Fabrice Becker Francie (FRA)               | Heini Baumgartner Švýcarsko (SUI)       |
| MS 1997 Nagano              | Fabrice Becker Francie (FRA)               | Ian Edmondson Spojené státy americké (USA) | Heini Baumgartner Švýcarsko (SUI)       |
| MS 1999 Meiringen-Hasliberg | Ian Edmondson Spojené státy americké (USA) | Mike McDonald Kanada (CAN)                 | Heini Baumgartner Švýcarsko (SUI)       |

### Kombinace (muži)
| Rok                 | Zlato                                          | Stříbro                                        | Bronz                                      |
| ------------------- | ---------------------------------------------- | ---------------------------------------------- | ------------------------------------------ |
| MS 1986 Tignes      | Alain Laroche Kanada (CAN)                     | John Witt Spojené státy americké (USA)         | Eric Laboureix Francie (FRA)               |
| MS 1989 Oberjoch    | Chris Simboli Kanada (CAN)                     | Scott Ogren Spojené státy americké (USA)       | Marti Rafel Španělsko (ESP)                |
| MS 1991 Lake Placid | Sergej Šuplecov Sovětský svaz (URS)            | Jeff Viola Kanada (CAN)                        | Youri Gilg Francie (FRA)                   |
| MS 1993 Altenmarkt  | Sergej Šuplecov Rusko (RUS)                    | Trace Worthington Spojené státy americké (USA) | Hugo Bonatti Rakousko (AUT)                |
| MS 1995 La Clusaz   | Trace Worthington Spojené státy americké (USA) | Darcy Downs Kanada (CAN)                       | Jonny Moseley Spojené státy americké (USA) |
| MS 1997 Nagano      | Darcy Downs Kanada (CAN)                       | Toben Sutherland Kanada (CAN)                  | Oleg Koulešov Bělorusko (BLR)              |

### Ski balet (ženy)
| Rok                         | Zlato                                       | Stříbro                                        | Bronz                             |
| --------------------------- | ------------------------------------------- | ---------------------------------------------- | --------------------------------- |
| MS 1986 Tignes              | Jan Bucherová Spojené státy americké (USA)  | Christine Rossiová Francie (FRA)               | Lucie Barmaová Kanada (CAN)       |
| MS 1989 Oberjoch            | Jan Bucherová Spojené státy americké (USA)  | Conny Kisslingová Švýcarsko (SUI)              | Lucie Barmaová Kanada (CAN)       |
| MS 1991 Lake Placid         | Ellen Breenová Spojené státy americké (USA) | Jan Bucherová Spojené státy americké (USA)     | Cathy Fechozová Francie (FRA)     |
| MS 1993 Altenmarkt          | Ellen Breenová Spojené státy americké (USA) | Sharon Petzoldová Spojené státy americké (USA) | Cathy Fechozová Francie (FRA)     |
| MS 1995 La Clusaz           | Jelena Batalovová Rusko (RUS)               | Ellen Breenová Spojené státy americké (USA)    | Annika Johanssonová Švédsko (SWE) |
| MS 1997 Nagano              | Oxana Kušenková Rusko (RUS)                 | Aasa Magnussonová Švédsko (SWE)                | Annika Johanssonová Švédsko (SWE) |
| MS 1999 Meiringen-Hasliberg | Natalija Razumovská Rusko (RUS)             | Oxana Kušenková Rusko (RUS)                    | Annika Johanssonová Švédsko (SWE) |

### Kombinace (ženy)
| Rok                 | Zlato                                           | Stříbro                           | Bronz                                           |
| ------------------- | ----------------------------------------------- | --------------------------------- | ----------------------------------------------- |
| MS 1986 Tignes      | Conny Kisslingová Švýcarsko (SUI)               | Anna Fraserová Kanada (CAN)       | Silvia Marciandiová Itálie (ITA)                |
| MS 1989 Oberjoch    | Melanie Paleniková Spojené státy americké (USA) | Conny Kisslingová Švýcarsko (SUI) | Meredith Anne Gardnerová Kanada (CAN)           |
| MS 1991 Lake Placid | Maja Schmidová Švýcarsko (SUI)                  | Conny Kisslingová Švýcarsko (SUI) | Kristean Porterová Spojené státy americké (USA) |
| MS 1993 Altenmarkt  | Katherina Kubenková Kanada (CAN)                | Natalija Orechovová Rusko (RUS)   | Kristean Porterová Spojené státy americké (USA) |
| MS 1995 La Clusaz   | Kristean Porterová Spojené státy americké (USA) | Maja Schmidová Švýcarsko (SUI)    | Katherina Kubenková Kanada (CAN)                |